# Бирк-Петерсен, Наргиз
Наргиз Бирк-Петерсен (азерб. Nərgiz Birk-Petersen, урождённая Наргиз Аббасзаде (азерб. Nərgiz Abbaszadə); род. 1976, Баку, Азербайджанская ССР, СССР) — азербайджанская тележурналистка. Вместе с Эльдаром Гасымовым и Лейлой Алиевой была ведущей конкурса песни «Евровидение-2012».

## Ранняя жизнь и карьера
Мать Наргиз — председатель Совета директоров Государственного экзаменационного центра Азербайджана Малейка Аббасзаде. В 16 лет Наргиз дебютировала на телевидении в качестве журналистки.
Во время учёбы работала на студенческом телевидении Университета Хазара англоязычным репортёром. Позже Наргиз переехала в США, где изучала право и работала моделью, чтобы оплатить учёбу. Получив диплом, работала по специальности «юрист» в США и России. Была главой департамента общественных связей во время подачи азербайджанской заявки на Летние Олимпийские игры 2020.

## Личная жизнь
Замужем за датским дипломатом Ульриком Бирк-Петерсеном. Живёт в Дубае с мужем и тремя детьми.